# Hemiercus kastoni
Hemiercus kastoni is een spinnensoort in de taxonomische indeling van de vogelspinnen (Theraphosidae).
Het dier behoort tot het geslacht Hemiercus. De wetenschappelijke naam van de soort werd voor het eerst geldig gepubliceerd in 1955 door Lodovico di Caporiacco.